# 毛泰永
毛泰永（1619年2月15日（萬曆四十七年正月初二日）—1688年8月2日（康煕二十七年七月初七日）），和名伊野波親方盛紀，童名眞蒲戸，號瑞和，琉球國第二尚氏王朝政治家、三司官。毛氏伊野波殿內一世。
毛泰永是三司官毛泰運（豐見城親方盛良）的次子。順治元年（1644年），島津家久（琴月公）七年回忌，毛泰永奉命出使薩摩藩進香。順治九年（1652年），以年頭使的身份出使薩摩藩，翌年回國。康熙二年（1663年），他奉命出使薩摩藩，稟報冊封典禮已經完成、且報告有異國船擱淺於宮古島池麻外。
康熙四年十月十五日（1665年11月21日），就任三司官。翌年，自今歸仁間切拆分出新設本部間切，毛泰永被授予本部間切總地頭職，稱伊野波親方。康熙十五年四月十三日（1676年5月25日），賜紫地浮織冠。康熙二十七年七月七日（1688年8月2日）卒，壽七十。七月九日（8月4日），葬於見上森之墳。
康熙五十三年八月朔日（1714年9月9日），追贈青地五色浮織冠。

## 家族
- 父：毛泰運（豐見城親方盛良）
- 母：首里佐司笠按司加那志（童名思乙金，號慈室。尚久王女）

- 室：眞尹金（號性月。向氏大工廻親方朝株女）
  - 長男：毛克盛（伊野波親方盛平）
  - 次男：大工廻親方盛明
  - 三男：毛起龍（識名親方盛命）
  - 四男：具志川親方盛昌
  - 長女：眞加戸（號妙圓。嫁向氏大城親雲上朝陟）
  - 五男：仲榮眞親方盛房
  - 次女：喜如嘉翁主（嫁尚弘才（北谷王子朝愛））
  - 三女：眞滿金（號月心。嫁向氏今歸仁里之子親雲上朝哲）